# Amtsgericht Sagan
Das Amtsgericht Sagan war ein preußisches Amtsgericht mit Sitz in Sagan.

## Geschichte
In Sagan bestand von 1849 bis 1879 das Kreisgericht Sagan. Das königlich preußische Amtsgericht Sagan wurde mit Wirkung zum 1. Oktober 1879 als eines von 14 Amtsgerichten im Bezirk des Landgerichtes Glogau im Bezirk des Oberlandesgerichtes Breslau gebildet. Der Sitz des Gerichtes war Sagan. Sein Gerichtsbezirk umfasste den Landkreis Sagan ohne den Teil, der den Amtsgerichten Halbau und Priebus zugeordnet war. Am Gericht bestanden 1880 vier Richterstellen. Das Amtsgericht war damit ein mittelgroßes Amtsgericht im Landgerichtsbezirk. Beim Amtsgericht Sagan bestand eine Strafkammer für die Amtsgerichtsbezirke Sagan, Halbau und Priebus. In Naumburg am Bober wurden Gerichtstage abgehalten.
Im Jahre 1945 wurde der Amtsgerichtsbezirk unter polnische Verwaltung gestellt, und die deutschen Einwohner wurden vertrieben. Damit endete auch die Geschichte des Amtsgerichtes Sagan.